# Armée de l'air gabonaise
L'Armée de l'air gabonaise, tradotto dalla lingua francese Armata dell'aria gabonese e conosciuta internazionalmente anche con la designazione in lingua inglese Gabon Air Force, è l'attuale aeronautica militare del Gabon e parte integrante delle sue forze armate.

## Storia
Le origini dell'Armée de l'air risalgono al 1964 a seguito della riorganizzazione politica e militare del paese dopo aver raggiunto l'indipendenza dalla Francia nel 1960. A partire dal 1964 vengono creati dei détachements (distaccamenti) (in seguito diventare régions militaires (regioni militari)) alle cui dipendenze venne creato il Centre d'instruction de Mouila con il quale, nel 1966 venne fondata la forza aerea nazionale. I velivoli in dotazione erano alcuni Max-Holste MH-1521 Broussard ed anziani Douglas C-47 Dakota lasciati dai francesi.
La creazione ufficiale dell'Armée de l'air si deve però al decreto presidenziale n°00205/PRDN emesso il 25 gennaio 1972.
Inizialmente non era prevista l'adozione di una flotta da combattimento, limitando la propria attività alla logistica in collaborazione delle altre forze armate ed alle eventuali esigenza di intervento umanitario e civile. Nel gennaio 1980, su iniziativa dell'allora presidente Omar Bongo, venne varata una ristrutturazione in chiave anche offensiva acquisendo modelli in grado di affrontare eventuali attacchi esterni pur rimanendo con compiti essenzialmente di difesa aerea del territorio nazionale.

## Distintivi di riconoscimento
I distintivi di riconoscimento dei velivoli in dotazione sono basati sull'adozione delle coccarde e fin flash oltre alla sigla di identificazione del reparto e del singolo esemplare. I primi, che ricalcano una grafica a tre elementi circolari concentrici riproducenti i colori della bandiera nazionale, sono apposti generalmente sul dorso e sul ventre alare e ai lati della fusoliera mentre sui lati dell'impennaggio viene collocata la bandiera nazionale alle volte accompagnata dalla scritta GABON.
Alcuni velivoli di grandi dimensioni presentano inoltre, sempre ai lati della fusoliera, la scritta FORCES AERIENNES GABONAISE in caratteri maiuscoli.

## Aeromobili in uso
Sezione aggiornata annualmente in base al World Air Force di Flightglobal del corrente anno. Tale dossier non contempla UAV, aerei da trasporto VIP ed eventuali incidenti accorsi durante l'anno della sua pubblicazione. Modifiche giornaliere o mensili che potrebbero portare a discordanze nel tipo di modelli in servizio e nel loro numero rispetto a WAF, vengono apportate in base a siti specializzati, periodici mensili e bimestrali. Tali modifiche vengono apportate onde rendere quanto più aggiornata la tabella.
| Aeromobile                       | Origine        | Tipo                       | Versione (denominazione locale) | In servizio (2024) | Note | Immagine |
| Aerei da combattimento           |                |                            |                                 |                    | |          |
| Dassault Mirage F1               | Francia        | aereo da attacco al suolo  | F1AZ                            | 2                  | 8 Mirage F1 ex SAAF consegnati ed in organico al maggio 2020. Fonti affermano che solo 2 esemplari siano in condizioni di volare.      |          |
| Aerei da trasporto               |                |                            |                                 |                    | |          |
| CASA CN-235                      | Spagna         | aereo da trasporto tattico | CN-235-200M                     | 1                  | 1 CN-235-200M consegnato. |          |
| Lockheed C-130 Hercules          | Stati Uniti    | aereo da trasporto         | L-100-30                        | 1                  | 2 L-100-30 ed 1 C-130H consegnati. L'unico C-130B sarà inviato alla portoghese OGMA per essere ricondizionato e riportato in servizio. |          |
| ATR 42                           | Italia Francia | aereo da trasporto VIP     | ATR 42-320                      | 1                  | 1 ATR 42-320 consegnato. |          |
| Boeing 777                       | Stati Uniti    | aereo da trasporto VIP     | B777-236                        | 1                  | 1 B 777-236 consegnato. |          |
| Dassault Falcon 900              | Francia        | aereo da trasporto VIP     | Falcon 900EX                    | 1                  | 1 Falcon 900EX consegnato. |          |
| Gulfstream IV                    | Stati Uniti    | aereo da trasporto VIP     | G-IV SP                         | 1                  | 1 Gulfstream IV SP consegnato. |          |
| Gulfstream G650                  | Stati Uniti    | aereo da trasporto VIP     | G650ER                          | 1                  | 1 G650ER Gulfstream VI consegnato. |          |
| Aerei da addestramento           |                |                            |                                 |                    | |          |
| Beechcraft T-34 Turbo Mentor     | Stati Uniti    | aereo da addestramento     | T-34C                           | 3                  | 4 T-34C consegnati. |          |
| Elicotteri                       |                |                            |                                 |                    | |          |
| Eurocopter SA 332 Super Puma     | Francia        | elicottero da trasporto    | SA 330CSA 330HAS 332L1          | 5                  | 1 SA 330C, 4 SA 330H e 3 AS 332L1 consegnati.                                                                                          |          |
| Aérospatiale SA 342 Gazelle      | Francia        | elicottero utility         | SA 342LSA 342M                  | 21                 | 2 SA 342L e 3 SA 342M consegnati. |          |
| Airbus H120                      | Unione europea | elicottero utility         | H120                            | 2                  | 2 H120 consegnati. |          |
| Airbus H135                      | Unione europea | elicottero utility         | H135                            | 2                  | 2 H135 consegnati. |          |
| Aérospatiale SA 319 Alouette III | Francia        | elicottero utility         | SA 319                          | 2                  | |          |

## Aeromobili ritirati
- Aérospatiale AS 350 Écureuil
- Dassault Mirage 5G
- Dassault Mirage 5DG
- Valmet (Fouga) Magister
- Bell 412SP
- ATR-42
- Dassault Falcon 900
- Embraer EMB 110 Bandeirante
- Cessna 152
- Douglas DC-8